# Агрономия
Агрономията е част от агрикултурните науки. Тя се занимава с изучаване на особеностите при отглеждане на растения в земеделието, както и с факторите и условията, съпътстващи процеса на отглеждане – почвена среда, милиоративна инфраструктура, антропогенно влияние и т.н. Към средата на XX век в България е определена като „съвкупност от науките за селското стопанство“. 

## Етимология
Агро- е първа съставна част на сложни думи със значение агрономичен (от на френски: agronomique). Агрономия е производна от на гръцки: ἀγρός, „нива, поле“ и на гръцки: νόμος, „ред, уредба, закон“ чрез руски и латински. 

## Видове аграрни науки
Според предмета на изследване аграрните науки се разделят на:
- науки, изследващи културните растения и тяхното отглеждане:
  - Ботаника (в частност – Земеделска или аграрна ботаника – Растениевъдство)
  - Физиология на растенията (в частност – Физиология на селскостпанските и/или култивирани растения)
  - Биохимия на растенията
  - Генетика и селекция
  - Общо земеделие (или само Земеделие /на стар български – Земледелие)
  - Мелиорации и хидротехника (понякога наричани с общото название хидромелиорации)
  - Частно земеделие (Същинско растениевъдство или растениевъдство)
  - Фуражопроизводство
  - Зеленчукопроизводство (Селскостопанско градинарство)
  - Овощарство
    - Същинско овощарство свързано с овошки от дървета)
    - Лозарство (Овощарство с овошки от високостеблени пълзящи растения – лози)
    - Бостанджийство (Овощарство с овошки от нискостеблени пълзящи растения – дини, пъпеши, тикви)
    - Специфично овощарство (свързано с овошки от топлолюбиви растения [тропически, цитрусови и др.] и плодове от дребни храсти – ягоди, къпини, малини и др.)

  - Цветарство и Градинарство (отглеждане на декоративни растения – цветя, треви, храсти, дървета)
  - Гъбарство (култивирно отглеждане и/или събиране и съхранение на ядливи горски и полски гъби)
  - Билкарство (култивирно отглеждане и/или събиране и съхранение на растения или части от растения, които служат за подправки, лечебни и тонизиращи отвари (чайове) или се използват като добавка с нехранителна употреба за лечебни, медицински, козметични и други цели)

и др. науки;
- науки изследващи абиотичните екологични фактори в земеделието:
  - Почвознание
  - Агрохимия и торене
  - Агрометеорология
  - Агроекология и др

- науки, изследващи биотичните екологични фактори в земеделието:
  - Хербология
  - Фитопатология
  - Ентомология и др.

- науки, изследващи стопански проблеми
  - Механизация на аграрното производство
  - Аграрна икономика
  - Организация на производството и др.